# کرایسوپولی
کرایسوپولی (به لاتین: Chrysoupoli) یک منطقهٔ مسکونی در یونان است که در Nestos Municipality واقع شده‌است.

## خواهرخوانده
شهر یاگودینا خواهرخواندهٔ کرایسوپولی هست.